# Aleurodicus marmoratus
Aleurodicus marmoratus là một loài côn trùng cánh nửa trong họ Aleyrodidae, phân họ Aleurodicinae.
Aleurodicus marmoratus được Hempel miêu tả khoa học đầu tiên năm 1922.